# Vermisstenfall Johnny Gosch
John David Gosch (* 12. November 1969 in Des Moines, Iowa) war ein US-amerikanischer Junge, der am 5. September 1982 im Vorort West Des Moines beim morgendlichen Zeitungsaustragen spurlos verschwand. Es wird vermutet, dass er entführt wurde, der Fall wurde jedoch nie aufgeklärt. Goschs Bild war eines der ersten, das im Rahmen einer Kampagne zur Suche nach vermissten Kindern in den Vereinigten Staaten auf Milchkartons abgebildet wurde. Seine Mutter, Noreen Gosch, berichtete später, Johnny habe sie 1997 als erwachsender Mann zusammen mit einem weiteren Mann mit unbekannter Identität besucht. Sie sagte, ihr Sohn habe ihr erzählt, er sei das Opfer eines organisierten Pädophilenrings geworden, bis er zu alt für diesen geworden sei. Er habe danach um sein Leben gefürchtet und unter einer neuen Identität gelebt, da er sich nicht sicher gefühlt habe, nach Hause zurückzukehren.

## Verschwinden von Johnny Gosch und Suche
Um 6.00 Uhr morgens am 5. September 1982 verließ der 12-jährige Johnny Gosch sein Haus in einem Vorort von Des Moines, Iowa, um mit einem roten Wagen Zeitungen auszutragen. Normalerweise wurde er beim Zeitungsaustragen von seinem Vater begleitet, wobei ihn an diesem Tag nur der Hund der Familie begleitete. Mehrere Zeugen berichteten von einem Mann, der Johnny folgte, und einem blauen Ford Fairmont, der anhielt, um mit Johnny zu reden. Ein Zeuge erinnerte sich später unter Hypnose, dass das Nummernschild aus dem Warren County kam. Außerhalb der Sichtweite hörten die Zeugen das Zuschlagen einer Autotür und das Quietschen von Reifen. Als Anwohner sich bei Johnnys Eltern meldeten, weil sie keine Zeitungen erhalten hatten, merkten diese, dass etwas nicht stimmte, und begannen nach ihrem Sohn zu suchen. Sie fanden schließlich den verlassenen roten Wagen, den ihr Sohn zum Zeitungsaustragen benutzt hatte. Sie meldeten das Verschwinden ihres Kindes schließlich bei der Polizei, die sich allerdings weigerte, etwas zu unternehmen, da es zu dieser Zeit eine 72-stündige Frist für derartige Vermisstenfälle gab. Die Eltern organisierten deshalb eine große Suchaktion von Freiwilligen, die jedoch ohne Ergebnisse blieb.
Die Untätigkeit von Polizei und Ermittlungsbehörden sorgte in der Folgezeit immer wieder für Kritik. „Es ist mir völlig egal, was Noreen Gosch zu sagen hat“, gab Polizeichef Orval Cooney 1983 gegenüber der Lokalpresse zu Protokoll. Er musste später wegen Fehlverhaltens zurücktreten. Auch das FBI zeigte nur wenig Initiative zur Aufklärung des Falles und ein FBI-Agent sagte den Eltern „kein Verbrechen“ zu haben. Zunächst ging die Polizei davon aus, dass Gosch ein Ausreißer war, doch später änderte sie ihre Meinung und ging davon aus, dass Gosch entführt wurde, konnte aber kein tragfähiges Motiv finden. Sie fand nur wenige Beweise und nahm keine Verdächtigen im Zusammenhang mit dem Fall fest. Einige Monate nach seinem Verschwinden im September 1982 sagte Noreen Gosch, ihr Sohn sei in Tulsa, Oklahoma, gesehen worden, als ein Junge eine Frau um Hilfe rief, bevor er von zwei Männern weggezerrt wurde. Im Laufe der Jahre haben mehrere Privatdetektive die Goschs bei der Suche nach ihrem Sohn unterstützt. Zu ihnen gehören Jim Rothstein, ein pensionierter Polizeidetektiv aus New York City und Ted Gunderson, ein pensionierter Leiter der FBI-Abteilung von Los Angeles. Keine der Untersuchungen konnte allerdings den Verbleib den Jungens aufklären.

### Weitere Vermisstenfälle
Am 12. August 1984 verschwand Eugene Martin, ein weiterer Zeitungsjunge aus der Gegend von Des Moines, unter ähnlichen Umständen, während er im Süden von Des Moines Zeitungen austrug. Am 29. März 1986, dem Tag vor Ostern, erzählte der damals 13-jährige Marc James Warren Allen seiner Mutter, dass er zum Haus eines Freundes am Ende der Straße gehen würde. Er kam nie im Haus des Freundes an und wurde seitdem nicht mehr gesehen. Auch er war ein Zeitungsjunge gewesen, trug an diesem Tag allerdings keine Zeitungen aus. Die Behörden waren nicht in der Lage, einen Zusammenhang zwischen den drei Fällen nachzuweisen, aber Noreen Gosch sagt, dass sie einige Monate im Voraus von einem Privatdetektiv, der nach ihrem Sohn suchte, persönlich im Voraus über die Entführung von Eugene Martin informiert wurde. Ihr wurde gesagt, dass eine weitere Entführung „am zweiten Wochenende im August 1984 stattfinden würde und dass es sich um einen Zeitungsjungen aus der Southside von Des Moines handeln würde“.

## Spätere Vorkommnisse
1985 erhielt Noreen Gosch einen Brief von Robert Herman Meier II, 19, aus Saginaw, Michigan. Der Brief war mit „Samuel Forbes Dakota“ unterzeichnet. In dem Brief gab Meier an, er sei Wachmann in einem Motorradclub gewesen, als Goschs Sohn im September 1982 verschwand. Laut Meier wurde Goschs Sohn als Teil eines großen Kindersklaverei-Rings entführt, der von dem Club aus betrieben wurde. Nach Angaben des FBI forderte Meier von den Goschs 11.000 Dollar und erhielt sie auch. Darüber hinaus verlangte Meier weitere 100.000 Dollar für sein Versprechen, den Sohn zurückzubringen. Meier wurde in Buffalo von FBI-Agenten verhaftet und später wegen Betrugs angeklagt. In dem von Meier verfassten Brief hatte es geheißen, Goschs Sohn sei an einen Mann verkauft worden, den Meier als „hochrangigen Drogenhändler mit Wohnsitz in Mexiko-Stadt“ bezeichnete. Trotz des Betrugsvorwurfs nahm Noreen Gosch Meier beim Wort und kritisierte seine Verhaftung.
Die Spur blieb kalt, bis 1991 Paul Bonacci, ein 24-Jähriger, der damals in Omaha, Nebraska, inhaftiert war, weil er seinen Cousin missbraucht hatte, mit der Behauptung an die Öffentlichkeit trat, er sei als Teenager gezwungen worden, an Johnnys Entführung mitzuwirken. Bei Bonacci wurde eine multiple Persönlichkeitsstörung diagnostiziert, eine Nebenwirkung des sexuellen Missbrauchs, dem er seit seinem achten Lebensjahr ausgesetzt war. Bonacci hatte als Zeuge in dem Franklin-Cover-Up-Skandal ausgesagt, bei dem es um einen Sexhändlerring mit Verbindungen in höchste Kreise ging. Bonacci zufolge wurde Johnny von einem Sexhändlerring entführt, wobei Paul behauptete, er sei der erste gewesen, der Johnny vor laufender Kamera missbraucht habe, wozu er gezwungen wurde, um eine Art kinderpornografischen „Werbefilm“ für pädophile Kunden des Sexhändlerrings zu machen. Bonacci konnte verifizierbare körperliche Merkmale von Johnny Gosch nennen und die Ermittler der Fernsehsendung America’s Most Wanted zu einem Haus in Colorado führen, in dessen Kellerräumen sich in die Wände geritzte Initialen befanden. Noreen traf Bonucci und sagte, er habe ihr Dinge erzählt, „die er nur aus dem Gespräch mit ihrem Sohn wissen konnte“. Die Polizei und das FBI weigerten sich jedoch, den Spuren nachzugehen, da sie Bonacci nicht als glaubwürdigen Zeugen einschätzten.
Nach Angaben von Noreen Gosch wurde sie eines Morgens im März 1997 gegen 2:30 Uhr durch ein Klopfen an ihrer Wohnungstür geweckt. Draußen wartete ein Mann, der sich als Johnny Gosch bezeichnete, damals 27 Jahre alt, in Begleitung eines weiteren nicht unbekannten Mannes. Gosch sagte, sie habe ihren Sohn sofort erkannt, da sie sein Muttermal auf seiner Brust identifizieren konnte. Sie sage: „Wir unterhielten uns etwa eine Stunde oder anderthalb Stunden. Johnny schaute immer wieder zu der anderen Person hinüber, um sie um Erlaubnis zum Sprechen zu bitten“. Johnny habe berichtet, nach seiner Entführung von einem Netzwerk von Pädophilen als Sexsklave an einflussreiche Männer aus Wirtschaft und Politik verkauft worden zu sein, um diese erpressen zu können. Da die Täter weiterhin auf freiem Fuß seien, sei er nicht sicher und könne nicht seinen Wohnort nennen. Er habe sich schließlich von ihr verabschiedet. Goschs Vater John, der seit 1993 von Noreen geschieden ist, erklärte öffentlich, er sei sich nicht sicher, ob ein solcher Besuch tatsächlich stattgefunden habe. So wurde spekuliert, ob sich eine andere Person als Johnny ausgegeben haben könnte, wobei Noreen Gosch sich nachher sicher war, dass die Person tatsächlich ihr verschwundener Sohn gewesen sei.
Am 1. September 2006 meldete Noreen Gosch, dass sie an ihrer Haustür zurückgelassene Fotos gefunden habe, von denen sie einige auf ihrer Website veröffentlichte. Ein Farbfoto zeigt drei gefesselte Jungen. Ein Schwarz-Weiß-Foto zeigte einen Jungen mit geknebeltem Mund, gefesselten Händen und Füßen und einem Brandzeichen auf seiner Schulter, bei dem es sich um Johnny Gosch handeln könnte. Ein drittes Foto zeigt einen Mann, der möglicherweise tot ist und dem etwas um den Hals gebunden ist. Gosch sagte später, dass die ersten beiden Fotos von einer Website mit Kinderpornografie stammten. Bei einigen der eingegangenen Fotos handelte es sich angeblich um Kinder aus einem Fall in Florida; ein Junge auf den Fotos wurde jedoch nie identifiziert. Noreen Gosch sagte, dass dieser Junge Johnny sei.
Noreen Gosch verdächtige die Polizei von West Des Moines, etwas zu verschweigen oder sogar selbst etwas damit zu tun zu haben, weshalb sie den Besuch von Johnny 1997 auch nicht bei der Polizei gemeldet habe, der sie misstraute. Sie plante außerdem mit John DeCamp, einem ehemaligen Politiker und dem Anwalt von Paul Bonucci, die Einreichung einer Klage gegen den ehemaligen Polizeichef Cooney wegen Fehlverhaltens in Johnnys Fall. Dieser starb jedoch 2009 an einem Herzinfarkt, bevor es zu einer Klage kommen konnte.
2014 wurde ein Dokumentarfilm mit dem Titel Who Took Johnny veröffentlicht. Der Film enthält Interviews mit Goschs Eltern. In der 2024 aktualisierten Ausgabe des Buchs Why Johnny Can’t Come Home (2000 erstmals veröffentlicht) erklärte Noreen, dass sie glaubt, dass Phillip Paske und John David Norman für die Entführung ihres Sohnes verantwortlich seien, die beide in Verbindung zu den Serienkillern Dean Corll und John Wayne Gacy gestanden haben sollen.

## Gesetzesänderungen
Der Fall erregte landesweites Interesse, auch da Noreen Gosch auf die Unzulänglichkeiten der Strafverfolgungsbehörden bei der Untersuchung von Fällen vermisster Kinder aufmerksam machte. 1982 gründete sie die Johnny Gosch Foundation, mit der sie Schulen besuchte und auf Seminaren über die Vorgehensweise von Sexualstraftätern sprach. Sie setzte sich für die „Johnny Gosch Bill“ ein, ein staatliches Gesetz, das eine sofortige Reaktion der Polizei auf Meldungen über vermisste Kinder vorschreibt. Das Gesetz wurde 1984 in Iowa in Kraft gesetzt, und ähnliche Gesetze wurden später auch in anderen US-Bundesstaaten verabschiedet.
Im August 1984 sagte Noreen Gosch bei einer Anhörung des Senats zum organisierten Verbrechen aus und sprach über „organisierte Pädophilie“ und deren mutmaßliche Rolle bei der Entführung ihres Sohnes; nach ihren Angaben erhielt sie Morddrohungen. Gosch sagte auch vor dem US-Justizministerium aus, das 10 Millionen Dollar für die Einrichtung des National Center for Missing and Exploited Children bereitstellte. Gosch wurde von Präsident Ronald Reagan zur Einweihungsfeier ins Weiße Haus eingeladen.